# الجرمي
هو أبو عمرَ صالحُ بنُ إسحاقَ الجَرْمِيُّ البَصْرِيُّ (تـ 225 هـ) أحد علماء النحو في اللغة العربية، قال عنه الذهبي بأنّه: «إمام العربية، كان صادقًا ورعًا خيّرًا»، وقال المبرد: «كان الجرمي أثبت القوم في كتاب سيبويه، وعليه قرأت الجماعة، وكان عالمًا باللغة، حافظًا لها، وكان جليلاً في الحديث والأخبار، وكان أغوص على الاستخراج من المازني، وإليهما انتهى علم النحو في زمانهما».
لقد كان من علماء الفقهاء وعالم اللغة ومواطني البصرة الذين درسوا في بغداد في عهد الأخشاش الأوسط، درس فقه اللغة في عهد أبي عبيدة وأبي زيد الأنصاري والأصمعي وآخرون، قام بتدريس التقاليد وكانت أطروحته النحوية تحمل عنوان "الفرخ" (الدجاجة) من المفترض أنها "أحدثت" من أطروحة سيبويه نحوية عظيمة، الكتاب، يقتبس أبو العباس المبراد عن الجرمي بعد أن أخبره أنه درس "ديوان الهذيليون" في عهد الأصمعي، الذي فاقت خبرته في هذا العمل خبراته الخاصة، قال الأصمعي له "يا أبا عمر [الجرمي] إذا كان أحد أعضاء قبيلة هذيل لا يكون شاعرا ولا رماة، ولا عداء، فهو لا شيء، في إشارة إلى مقطع من القرآن، قال، لا تتبع ما تعرفه، قل لا سمعت عندما لا تسمع، أو رأيت عندما كنت لا ترى، أو تعرف عندما لا تعرف، للسمع، فإن البصر والقلب هما موضوعان ستجيبان عليهما لله تعالى، ادعى المبرد أن الجرمي كان الخبير الرئيسي في كتاب سيبويه، وأنه كان يعرف الكثير من المقاطع عن ظهر قلب، وأن الغالبية العظمى من الذين درسوها هم طلابه، بالإضافة إلى ذلك، أنتج أعماله الفلسفية الأصلية وكان يحظى بتقدير كبير كمؤرخ للتقاليد وباحث حديث، يذكر حافظ أبو نعيم أيضًا الجرمي.
تم العثور على القيمة الأساسية لحياته في كتاب «الفريح» الذي كتبه النديم، حيث تبدأ قصة «السند» (سلسلة النقل) بالقيمة المكتوبة للخزاز، أن المبرد قال إن الجرمي كان من أتباع باجيلة بن أنمار بن عرش بن الغوث، شقيق الأزد بن الغوث، ابن بحرعبد الياس أبو السعيد قال: إن الجرمي كان تحت حماية ووصاية لجرم بن ربان، قيل أن الجرمي اشتق اسمه من الجرم، إحدى قبائل اليمن العربية، بعد أن عاش معهم لفترة، درس القواعد النحوية وكتاب«الكتاب» لسيبويه مع الأخفاش وغيرهم، وعلم اللغويات في عهد أبي زيد والأصمعي، لم يجتمع الجرمي مع سيبويه، لكنه قابل يونس بن حبيب.

## شيوخه وتلاميذه
تعلّم العربية عن سعيد الأخفش واللغة عن يونس بن حبيب وأبي عبيدة. وحدّث عن يزيد بن زريع، وعبد الوارث بن سعيد. روى عنه: أحمد بن ملاعب، وأبو خليفة الجمحي.

## مصنفاته
- البهجة (الفارح) (أو الفرج أو الفرخ)
- الهياكل (الأبنية)؛ ربما مرتبط بكتاب بهذا الاسم من تأليف سيبويه
- علم العروض
- اختصار القواعد النحوية
- الغريب في سيبويه
- كتاب في سيار (عن حياة محمد)
- أطروحة على أشكال الأفعال والأسماء
- شرح لصعوبات الآيات التي أوردها سيبويه في الكتاب

## العناوين ليست في بيتي التسويق والمبيعات
- القوافي
- الازدواج والجمع
- الهياكل والانحراف (تغيير في مقام الصوت)

## الخلفاء
- قام أبو عمر الجرمي بتدريس كتاب السباعية للتوّازي[10] قال الشيخ أبا سعيد إنه بعد جيل الجرمي والمازن، كان المبرد النحوي البارز.[11]
- كتب ابن دروستية، أحد الطلاب المشاركين في برنامج «المبرد» والطالب المتمسك المتميز بمدرسة البصرة،[n 1] تعليقًا على الجرمي.[12]
- كتب النحوي أبو الحسن علي بن عيسى الرماني (مواليد 269) النحوي الأكثر شهرة في البصرة وعالم اللاهوت في بغداد، الفقيه والكاتب الغزير، تعليقًا على «الاختصار» للجرمي.[n 2]
- كتب أبو الحسن بن الوراق[n 3][n 4][n 4][n 4][n 4][n 4] واسمه محمد بن عبد الله تعليقًا على «خلاصة القواعد النحوية» لأبي عمر الجرمي.[14]

## كتبه
- مقدمة في النحو، تُعرف «بالمختصر».
- كتاب «الأبنية».
- كتاب «العروض».
- كتاب «غريب سيبويه».